# Hugues de Blois
Hugues de Blois († 17. Dezember 985 oder 2. Januar 986) aus dem Haus Blois war ein französischer Prälat des 10. Jahrhunderts und Erzbischof von Bourges.

## Leben
Hugues ist der zweite Sohn von Graf Theobald I. von Blois und Liutgard von Vermandois und Bruder von Odo I. von Blois. Er folgte 969 seinem Onkel Richard als Erzbischof von Bourges.
Der älteste Bruder, der auch Theobald genannt wurde, starb um 960/962, als ein schwieriger Krieg mit der Normandie geführt wurde, der sich vom Evrecin über die südlichen Grenzen des heutigen Departements Orne bis in die Bretagne erstreckte. Da Hugues für eine kirchliche Laufbahn bestimmt war, erbte der jüngere Odo die Titel und Pfründe der Grafschaft Blois. Vor seinem Amtsantritt in Bourges hatte Hugues de Blois jedoch noch andere weltliche oder klerikale Ämter inne, insbesondere in der Abtei Notre-Dame de Coulombs bis Ende der 950er Jahre. Die gleiche Quelle deutet an, dass er der erste Hugo ist, der Kastellan von Nogent wurde. Damit wäre er der agnatische Vorfahre oder sogar der Vater von Roger de Blois, Hugues de Beauvais und Héloïse de Pithiviers. Der kognatische Beitrag erfolgte über eine Tochter von Roger II. de Laon.
Eine der wenigen Akten seines Amtes stammt aus dem Jahr 983, in der er die Kapelle Saint-Sulpice de Jalvardan übernimmt, die entweder zur Pfarrei Plaimpied-Givaudins oder zur Pfarrei Lazenay zu gehören scheint.